# Roadpol
Roadpol (Europejska Organizacja Policji Ruchu Drogowego) – międzynarodowa organizacja zrzeszająca policje drogowe z krajów Europy. Celem działania jest zmniejszenie liczby ofiar wypadków drogowych. 
Organizacja została założona w Dublinie 26 września 2019. Jej działanie obejmuje promocję i rozwój bezpieczeństwa na drogach, wymianę informacji i doświadczeń między krajowymi policjami, organizację akcji zwiększających bezpieczeństwo na drogach, organizację i prowadzenie kursów oraz innych form szerzenia wiedzy a także współpracę z organami Unii Europejskiej. 
Roadpol posiada 3 grupy robocze złożone z przedstawicieli Roadpol z różnych krajów członkowskich.